# بيت جدبة (النادرة)

تعديل مصدري - تعديل

بيت جدبة محلة تابعة لقرية بيت الصارم، التابعة لعزلة الفجرة بمديرية النادرة إحدى مديريات محافظة إب في الجمهورية اليمنية، بلغ تعداد سكانها 140 حسب تعداد اليمن لعام 2004.